# Estación de esquí de San Glorio
La estación de esquí de San Glorio fue un proyecto de construcción de una gran instalación para la práctica de deportes de invierno, que afectaría a 4800 km² de las provincias españolas de León y Palencia, en Castilla y León, así como a parte de Cantabria, todo ello en las proximidades del puerto de San Glorio.
A pesar de la expectación despertada por el proyecto, este fue paralizado tras rechazar el Tribunal Constitucional la ley planteada por la Junta de Castilla y León para modificar el PORN del parque natural Montaña Palentina.

## Proyecto
La construcción de un complejo de esquí en la zona fue una reivindicación de la comarca de la Montaña Oriental que surgió ya a mediados de los años 70, pero no fue atendida debido al valor medioambiental de la zona. La población de oso pardo utiliza sus valles para comunicarse desde León con los parajes de Fuente del Cobre y Fuentes Carrionas en Palencia, y con la Liébana en Cantabria. También se trata de una zona de un alto valor ecológico por los endemismos de numerosas especies vegetales que se pueden encontrar en las laderas de los valles glaciares que conforman el entorno del puerto.
En los años 2000 el proyecto fue asumido por un grupo empresarial denominado Tres Provincias, que decidió acometer la construcción de un complejo recreativo utilizable en las distintas épocas del año, el cual no ha sido realizado por diferentes polémicas.
Posteriormente en 2016 la empresa San Glorio SL comienza a dar pasos en dirección a una estación de esquí con "huella cero" y limitada presencia de esquiadores.

## Polémica

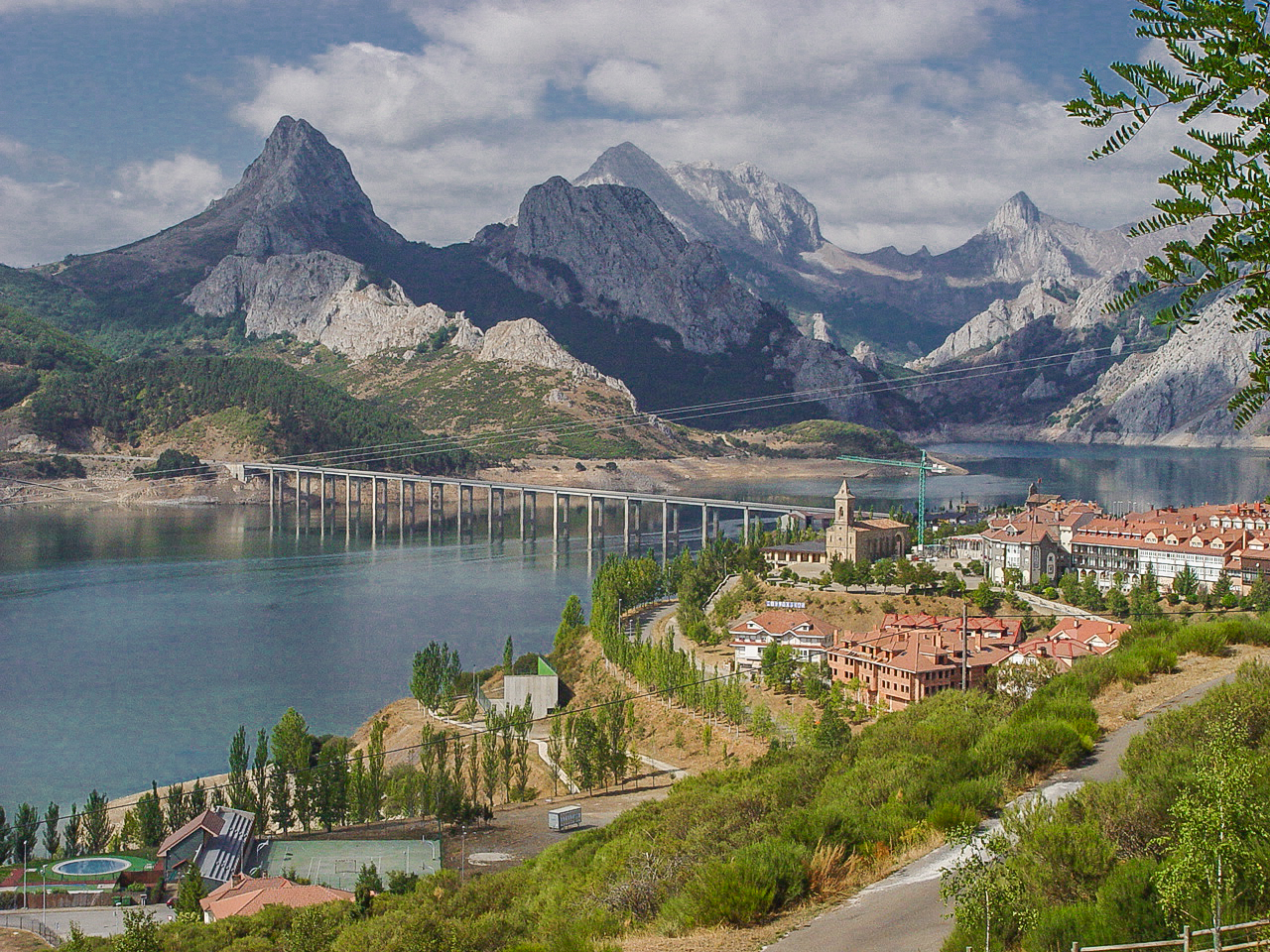
Riaño es el centro de la comarca donde se enclavará; y el embalse al que da nombre será objeto de aprovechamiento para deportes náuticos.

### Polémica medioambiental
La empresa promotora defiende que se trata de la única solución para la despoblación de los pueblos aledaños y la gente de los pueblos de los alrededores se han postulado claramente a favor del proyecto con grandes reivindicaciones como la del 7 de enero de 2006 para su puesta en marcha. Sus argumentos están sobre todo en el gran impulso que supondría esta inversión en la Montaña, que sería el inicio del resurgir económico de la zona. En este sentido, la empresa promotora tiene una campaña de recogida de firmas, que ya superan las 4000.
Por otra parte se encuentra el rechazo unánime por parte de la comunidad científica y universitaria que en septiembre de 2006 presentó un manifiesto en el que advierte de la amenaza irreparable que supondría la construcción de un gran complejo en un paraje de gran valor medioambiental con la presencia del oso pardo cantábrico así como de flora de especial interés.
La estación también cuenta con la oposición de un centenar de organizaciones. y además diferentes asociaciones advierten de que existe un interés puramente inmobiliario desde la empresa promotora. También el Ministerio de Medio Ambiente se ha opuesto desde el inicio con una carta de Cristina Narbona el 11 de mayo de 2005 a la construcción de la estación, que por otra parte cuenta con el apoyo de la Junta de Castilla y León.
El 14 de febrero de 2006 la empresa promotora anunció que la ejecución de la parte de cántabra sería mediante una sociedad paralela para evitar que el Ministerio de Medio Ambiente sea el encargado de realizar el estudio de impacto ambiental debido a que el proyecto afectaría a más de una comunidad autónoma.
Otro obstáculo para la ejecución del proyecto consistió en que éste está emplazado dentro de los límites del parque natural de Fuentes Carrionas, que se superó convenientemente mediante la modificación de los Instrumentos de Ordenación del Territorio el 21 de febrero de 2006 por parte de la Junta de Castilla y León.
En abril de 2008 el Tribunal Superior de Justicia de Castilla y León emitió una sentencia que vetaba la instalación de la estación de esquí en San Glorio anulando la norma que permitía la construcción dentro del parque. El tribunal afirma que la Junta de Castilla y León, al rebajar la protección del espacio natural sin justificarlo, vulneró «flagrantemente» el plan de ordenación y que infringió la Ley autonómica de Espacios Naturales, la Ley estatal de Conservación y la normativa europea sobre la Red Natura 2000. Además, dicho tribunal aduce que los cambios climáticos que se están produciendo hacen que la viabilidad económica del proyecto sea «muy dudosa».
Los diversos movimientos y reclamaciones surgidas como oposición al proyecto, alegando razones ecológicas, volvieron a recibir un importante revés administrativo el 18 de marzo de 2011, cuando el pleno de las Cortes de Castilla y León aprobó la Ley de directrices de ordenación de la Montaña Cantábrica Central 5/2010, de 28 de mayo, eliminando los últimos obstáculos legales para la construcción de la estación. Sin embargo, el 18 de marzo de 2015 el Tribunal Constitucional vetó nuevamente la construcción del proyecto al declarar la ley de 2010 como inconstitucional y nula. Tan sólo un día después el gobierno regional respondió que trabajaría en un decreto para sortear dicho fallo del Tribunal Constitucional, obteniendo la respuesta de la Sociedad Española de Ornitología los cuales pedirían una suspensión cautelar al Tribunal Superior de Justicia en caso de que se apruebe.
Tras la creación en 2016 de una estación de esquí alternativa por parte de San Glorio SL, Ecologistas en Acción denuncia ante Seprona a dicha empresa por el tránsito de vehículos pesados fuera de pistas y caminos.
En noviembre de 2017 el Consejo Consultivo de Castilla y León desestima la indemnización para el grupo empresarial Tres Provincias por no ejecutar la estación frustrada.

### Polémica territorial
Son varios los sectores de la población leonesa que han reivindicado el protagonismo de la parte leonesa de la estación, al aportar casi el 80% del dominio total esquiable. La «Asociación San Glorio Leonés» convocó una manifestación que concentró a unas 1000 personas en Cistierna.